# 威斯德姆 (密蘇里州)
威斯德姆（英語：Wisdom）是位於美國密蘇里州本頓縣的非建制地區。

## 歷史
威斯德姆的郵局於1897年設立，其後於1956年停運。

## 地理
威斯德姆所處的海拔為高於海平面233米（即764英呎），而該地所採用的時區為UTC-6，即北美中部時區（CST）。同時該地設有夏令時間，為UTC-6調快一小時，即UTC-5（CDT）。